# Setherial
Setherial é uma banda sueca de black metal fundada em 1994.

## Discografia

### Demos e EP
- A Hail to the Faceless Angels [Demo] - (1994)
- För Dem Mitt Blod [EP] - (1995)

### Álbuns de estúdio
- Nord... - (1996)
- Lords of the Nightrealm - (1997)
- Hell Eternal - (1999)
- From The Ancient Ruins (relançamento de material antigo e faixas previamente não lançadas) - (2003)
- Endtime Divine - (2003)
- Death Triumphant - (2006)

## Integrantes

### Formação atual
- Infaustus - vocal
- Kraath - guitarra
- Mysteriis - bateria
- Funestus - baixo

### Ex-integrantes
- Wrath - vocal
- Zathanel - baixo
- Choronzon - guitarra